# Renfe série 289.1
La série 289.1 est une petite série de neuf locomotives électriques doubles de la Renfe, les chemins de fer espagnols.

## Origine de la série
Afin de rentabiliser au maximum la vie utile des japonaises de la série 289.0, l'UN de Cargas décide de les transformer de manière radicale en les accouplant deux par deux de manière permanente. Première série de "Tandem" à voir le jour, c'est aussi celle qui développe ce concept au maximum, contrairement aux 269.75 et 269.85 qui suivront.

## Conception

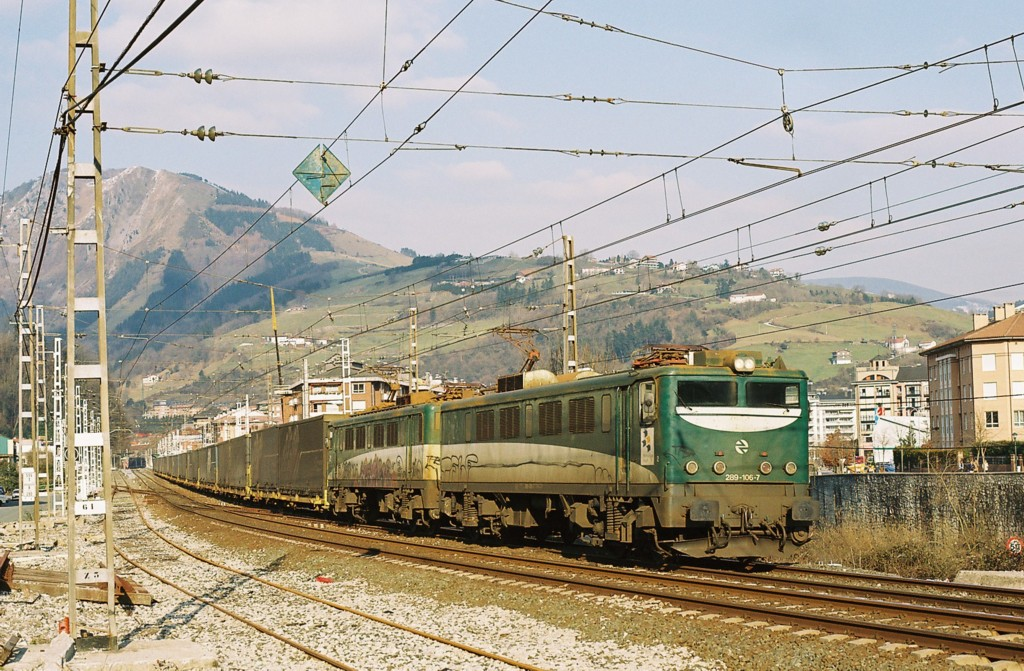
La 289-106 à Tolosa le 8 mars 2005

Une première 289 est transformée et reçoit la future livrée blanche et verte prévue pour ces machines. Cette "demi-tandem" est présentée à la fin du printemps 1999. Elle est curieusement numérotée 1-269-801-7, bien qu'elle n'ait rien à voir avec la future série 269.8. La première unité terminée est présentée peu après, mais elle porte désormais le numéro 289-101. Les deux machines sont accouplées de façon permanente, les deux cabines d'extrémité ayant été supprimées et munies d'une passerelle d'intercommunication entièrement fermée avec bourrelets unifiés type UIC. L'une des portes et les fenêtres sont également supprimées. Une partie de l'espace libéré est réutilisée pour loger certains équipements électriques. On en profite pour insonoriser les cabines, qui sont également munies de l'air conditionné et dotées de vitres blindées et d'un nouveau pupitre de commande. Le "mouchard" traditionnel est remplacé par une nouvelle boite noire système Memotel.
Détail de la série :
| N° UIC    | Provient de la reconstruction des | Année de la transformation | Réforme |
| 289-101-8 | 289-001-0 et 289-012-7            | 1999                       |         |
| 289-102-6 | 289-029-1 et 289-035-8            | 1999                       |         |
| 289-103-4 | 289-016-8 et 289-031-7            | 2000                       |         |
| 289-104-2 | 289-022-6 et 289-025-9            | 2000                       |         |
| 289-105-9 | 289-021-8 et 289-036-6            | 2001                       |         |
| 289-106-7 | 289-008-5 et 289-028-3            | 2002                       |         |
| 289-107-5 | 289-004-4 et 289-031-7            | 2002                       |         |
| 289-108-3 | 289-023-4 et 289-027-5            | 2003                       |         |
| 289-109-1 | 289-033-3 et 289-034-1            | 2003                       |         |

## Service
À partir de mars 2000, les 289-101 et 102 assurent un service lourd de marchandise sur Miranda del Ebro-Vicálvaro, avec retour le dimanche. Toutes affectées au dépôt de Miranda de Ebro au fur et à mesure des livraisons, elles assurent la remorque des trains de marchandises lourds sur la partie nord du réseau, principalement au départ d'Irun. Leur ligne de prédilection est la grande artère Irun-Madrid.